# Martin Keilhacker (Physiker)
Martin Keilhacker (* 23. Mai 1934 in Königsberg; † 26. Februar 2016 in München) war ein deutscher Plasmaphysiker.

## Leben
Martin Keilhacker ist der Sohn des Medienpädagogen Martin Keilhacker. Er studierte Physik an der TU München, an der er 1959 promoviert wurde. Ab 1960 war er am damaligen Institut für Plasmaphysik (IPP), dem späteren Max-Planck-Institut für Plasmaphysik, in Garching bei München, wo er bis 1965 an Theta-Pinch-Experimenten arbeitete und ab 1965 an stoßfreien Stoßwellen. Von 1973 bis 1985 war er Projektleiter des Tokamak-Experiments ASDEX (Axialsymmetrisches Divertorexperiment), an dem das Divertorkonzept erfolgreich getestet und 1982 ein Plasmaregime mit verbessertem Energieeinschluss, das so genannte H-Regime, gefunden wurde – beides wichtige Bausteine für einen zukünftigen Fusionsreaktor.
1985 wurde er Associate Director (zuständig für das Experimental Department), 1988 Deputy Director (zuständig für Experimental Department und Theory Division), 1992 Acting Director und 1993 Direktor des JET-Laboratoriums in Culham, Großbritannien. Dort wurde unter seiner Leitung 1997 in einem Deuterium-Tritium-Plasma ein Weltrekord von 16 MW Fusionsleistung erzielt, wobei allerdings 24 Megawatt für die Plasmaheizung erforderlich waren. 1999 ging er in den Ruhestand. Er war Honorarprofessor für Plasmaphysik und Fusionsforschung an der Universität-Gesamthochschule Duisburg.
2008 wurde er Vorsitzender des Arbeitskreises Energie (AKE) der Deutschen Physikalischen Gesellschaft. In diesem Zusammenhang gab er 2010 eine Studie der DPG zur Elektrizität heraus.

## Schriften
- The ASDEX Divertor Tokamak, Nucl. Fusion 25 (1985) 1045
- mit A. Gibson u. a.: High fusion performance from deuterium-tritium plasmas in JET, Nucl. Fusion 39 (1999) 209
- mit Hardo Bruhns: "Energiewende": Wohin führt der Weg?, Aus Politik und Zeitgeschichte, 46–47/2011, Online

## Ehrungen
- 1992 erhielt Keilhacker zusammen mit P.-H. Rebut, A. Gibson und M. Huguet den Royal Society Esso Energy Award
- 2000 wurde er mit dem Verdienstkreuz am Bande des Verdienstordens der Bundesrepublik Deutschland geehrt